# Dejance
Dejance (izvirno srbsko Дејанце) je naselje v Srbiji, ki upravno spada pod Občino Trgovište; slednja pa je del Pčinjskega upravnega okraja.

## Demografija
V naselju živi 50 polnoletnih prebivalcev, pri čemer je njihova povprečna starost 44,8 let (42,9 pri moških in 47,3 pri ženskah). Naselje ima 21 gospodinjstev, pri čemer je povprečno število članov na gospodinjstvo 2,71.
To naselje je, glede na rezultate popisa iz leta 2002, večinoma srbsko.
|  |

| Demografija | Demografija     | Demografija     |
| Leto        | Št. prebivalcev | Št. prebivalcev |
| ----------- | --------------- | --------------- |
|             |                 |                 |
|             |                 |                 |
|             |                 |                 |
|             |                 |                 |
| 1948        | 238             |                 |
| 1953        | 270             |                 |
| 1961        | 200             |                 |
| 1971        | 160             |                 |
| 1981        | 120             |                 |
| 1991        | 75              | 75              |
| 2002        | 57              | 57              |
|             |                 |                 |

| Etnična sestava po popisu iz leta 2002 | Etnična sestava po popisu iz leta 2002 | Etnična sestava po popisu iz leta 2002 | Etnična sestava po popisu iz leta 2002 | Etnična sestava po popisu iz leta 2002 |
| -------------------------------------- | -------------------------------------- | -------------------------------------- | -------------------------------------- | -------------------------------------- |
| Srbi                                   | Srbi                                   |                                        | 56                                     | 98,24%                                 |
| Neznano                                | Neznano                                |                                        | 0                                      | 0,0%                                   |